# Bojangles (filme)
Bojangles é um telefime de biografia e drama americano dirigido por Joseph Sargent e lançado em 2001. e protagonizado por Gregory Hines que fez o personagem ator e dançarino sobre a vida do Bill "Bojangles" Robinson (1878–1949).